# باشامزراسي (أديامان)
باشامزراسي (بالتركية: Paşamezrası)‏ هي قرية كرديّة رشوانيّة تتبع إداريّاً لمديرية أديامان في محافظة أديامان التركية الواقعة في جنوب شرق الأناضول. وبلغ عدد سكانها 202 نسمة في عام 2021.